# Сільськогосподарське машинобудування України
Сільськогосподарське машинобудування — одна з найдавніших галузей промисловості України. В Україні опановано виробництво багатьох видів сільськогосподарських машин: тракторів, сівалок, зернозбиральних та кукурудзозбиральних комбайнів, тракторних плугів, обладнання для тваринницьких ферм.

## Історія
В 1842 поміщик Д. Кандиба збудував завод сільськогосподарського машинобудування на хуторі Дмитрівці в Чернігівській губернії. 
Значного зростання галузь досягла в 1870-х і в кінці XIX століття.
Сільськогосподарське машинобудування до 1914 було провідною галуззю машинобудування, на що впливав попит на машини через брак робочих рук в с.-г. степу, а також наявність сировини (її постачали металеві центри) і палива. В 1912 в Україні нараховувалося 138 середніх і великих заводів сільськогосподарського машинобудування, які виробляли близько 40% від всього машинобудування в Україні і близько 60% всього сільськогосподарського машинобудування Росії; їхня валова продукція — 28,5 млн карб., кількість робітників бл. 17 тис. 
Сільськогосподарське машинобудування зосереджувалося в Харкові, Одесі, Єлисаветграді, а також у Білій Церкві, Олександрівську, Бердянську та інших містах. Їх власниками були переважно закордонні капіталісти. Однак сільськогосподарське машинобудування не покривало попиту країни, і понад 40% машин завозилося з-за кордону (переважно з Німеччини).

### Після перевороту
Після занепаду впродовж 1917 — 21 українське сільськогосподарське машинобудування почало зростати і 1925 досягнуло довоєнного рівня, а 1937 зросло у 3,4 рази порівняно з 1913 (50% продукції всього СРСР). На зростання сільськогосподарського машинобудування України та на випуск нових типів машин вплинула головно механізація сільського господарства і збільшення попиту радгоспів і колгоспів (наприклад, питома вага тракторних сільськогосподарських машин зросла з 3% 1927 — 28 до 82% 1932 — порівняно з кінними). Зростання сільськогосподарського машинобудування було меншим, ніж зростання інших галузей машинобудування, тому частка сільськогосподарського машинобудування порівняно з усім машинобудуванням зменшилася.
Після розорення в 1941—1944, сільськогосподарське машинобудування досягнуло в 1948 довоєнного рівня і далі швидко зростало, хоч повільніше, ніж в інших частинах СРСР; за 1940—1973 продукція УРСР збільшилася майже в 15 разів, але їх частка зменшилася до 23% продукції СРСР. Натомість асортимент продукції сільськогосподарського машинобудування в Україні збільшувався; наприклад, лише у другій пол. 1960-их створено 133 нових типів машин. Найважливіші вироби С.-г. м. (у тис. штук; у дужках % України від СРСР):
|                                  | 1940        | 1965         | 1974         |
| -------------------------------- | ----------- | ------------ | ------------ |
| Плуги тракторні                  | 19,8 (51,6) | 72,0 (43,5)  | 126,2 (58,0) |
| Сівалки тракторні                | 11,0 (51.5) | 78,9 (30,2)  | 89,9 (5.0,5) |
| Жатки рядкові                    | —           | 26,3 (27,0)  | 69,2 (83,0)  |
| Комбайни бурякозбиральні         | —           | 11,0 (62,8)  | 15,9 (100,0) |
| Кормодробарки                    | —           | 6,2 (34,6)   | 23,2 (72,6)  |
| Автонапувалки для великої худоби | —           | 135,2 (35,4) | 716,2 (13,5) |

В 1973 вартість продукції сільськогосподарського машинобудування, включаючи виробництво запасних частин, становила 1 020 млн карб. у цінах 1967.

### Після відновлення незалежності
Збільшення в сільському машинобудуванні спостерігається з виробництва тракторів, машин для внесення добрив, причепів та напівпричепів сільськогосподарського призначення. За 2003—2007 виробництво тракторів збільшилось на 426 шт. Кількість вироблених сільськогосподарських причепів, напівпричепів збільшилось у 2,6 раза. Виробництво інших видів сільськогосподарського машинобудування, таких як: леміші; машини для очищення, сортування, калібрування; машини та механізми для приготування кормів; обприскувачі тракторні; бурякозбиральні комбайни; зернозбиральні комбайни, — відповідно зменшилось у 5,6 рази (порівнюючи 2007 р. з 2003 р.); на 733 шт. (порівнюючи 2007 р. з 2005 р.), на 34,2 тис. шт. (порівнюючи 2007 р. з 2005 р.); на 41 тис. шт. (порівнюючи 2007 р. з 2003 р.); в 22 рази (2007 р. з 2003 р.), в 2 рази (2007 р. з 2005 р.) відповідно.
Від 2015 року урядом започаткована програма підтримки сільськогосподарського машинобудування та агропромисловості, яка передбачає компенсацію вартості техніки у 20% буде діяти у 2017 році для підприємств, які мають ступінь локалізації виробництва 35%, у 2018-му — 45%, у 2019-му — 55%, у 2020-му — 60%.
В квітні 2019 року Мінекономрозвитку розширило список учасників державної програми підтримки сільгоспмашинобудування. Відтепер підтримку можуть отримати 163 заводи та 11374 найменувань техніки.
У 2018 році завдяки Державній підтримці виробників сільськогосподарської техніки було додатково створено 5 тисяч робочих місць. У 2018 році українські аграрії купили 17182 одиниць української сільгосптехніки на суму 4,4 млрд гривень завдяки цій програмі. А ще на 38% зросла кількість машинобудівних підприємств, які виробляють техніку і обладнання для АПК, при чому 1/3 усієї української техніки і обладнання купується у рамках запровадженої урядом Програми державної підтримки.
На початок реалізації програми критеріям програми відповідали тільки 40 заводів — виробників сільгосптехніки, а в 2018 — уже 141 підприємство. Вимоги до локалізації зросли з 35% до 55% на 2019 рік. На початку було менш як 800 найменувань техніки і обладнання, а у 2018 році стало 9250 найменувань.
У травні 2019 року у м. Здолбунів Рівненської області відбулося офіційне відкриття заводу компанії «Автоленд» з виробництва машин для скошування сільськогосподарських культур «МААНС». Розташований на площі 9000 кв. метрів, завод став одним з найбільших підприємств в країні, що виготовляє сільськогосподарську техніку.

## Галузева структура і особливості розміщення
Сільськогосподарське машинобудування традиційно займає важливе місце в структурі машинобудівного комплексу України. Воно орієнтується на райони виробництва сільськогосподарської продукції, а його розміщення пов'язане із зональною спеціалізацією сільського господарства. Вагомий вплив на розміщення с/г машинобудування та тракторобудування справляє споживчий чинник. 
В Україні збудовано великі спеціалізовані підприємства для виготовлення землеобробних машин (плугів, культиваторів), сівалок, комбайнів, навантажувачів, причепів, обладнання для кормовиробництва і тваринництва. 
Найбільшим центром сільськогосподарського машинобудування є Харків (мотори для самохідних комбайнів), Одеса (тракторні плуги), Кропивницький (сівалки), Дніпро і Тернопіль (бурякозбиральні комбайни), Херсон (кукурудзозбиральні комбайни, створюється виробництво зернозбиральних), Бердянськ (жниварки), Львів (хімсільгоспмашини). 
Обладнання для кормовиробництва і тваринництва виробляють у Бердянську, Ніжині, Умані, Ковелі, Коломиї та Білій Церкві. Заводи з випуску інших сільськогосподарських машин та запасних частин до них є в Києві, Мелітополі, Донецьку, Луганську, Кременчуці, Конотопі, Миколаєві та Первомайську. 
Розміщення тракторобудування орієнтується в основному на споживача, і представлено воно 20 підприємствами. Найбільшим центром є Харків, де збудовані заводи тракторний, моторобудівний, тракторних самохідних шасі, а також заводи Лозова та Дергачі в Харківській області, де виробляють деталі і вузли для харківських тракторів. Тракторобудування розвинуте також у Дніпрі (колісні трактори), Вінниці (тракторні агрегати), Мелітополі і Кропивницькому (тракторні гідроагрегати). Підприємства для виробництва деталей і запасних частин для тракторів розташовані у Кременчуці, Києві, Сімферополі, Одесі, Луганську, Білій Церкві. Один з основних заводів в Україні, що виробляє сепаратори для очищення та калібрування зерна є луганський завод ТОВ «НВФ «Аеромех».

### Підприємства
- Бердянські жниварки[4]
- Охтирський завод сільськогосподарського машинобудування
- Ніжинський завод сільськогосподарського машинобудування
- Ельворті (колишня "Червона Зірка")
- Завод Кобзаренка
- Херсонський машинобудівний завод (колишній Комбайновий Завод)
- Тернопільський комбайновий завод
- МЗ Санфлоромаш[5]